# Myntkabinettet
Myntkabinettet eller Universitetets Myntkabinett er en numismatisk museumsamling og tidligere museum, der blev oprettet af Universitetet i Oslo i 1817.
Myntkabinettet ligger i sammen bygning i Oslo som de tre universitetsmuseer Universitetets Oldsaksamling (med Vikingskipshuset), Historisk museum og Etnografisk museum. I 1999 blev disse tre slået sammen til én organisation: Universitetets kulturhistoriske museer (UKM). I 2004 blev navnet ændret til Kulturhistorisk Museum.
Universitetets Myntkabinett blev ved køb af 6000 antikke mønter fra Den Kongelige Mønt- og Medaillesamling i København på initiativ af Georg Sverdrup. Under Christopher Holmboe fra 1830-1876 blev samlingen udvidet fra omkring 9000 til over 43.000 genstande. Flere store depotfund fra vikingetiden og tidlig middelalder kom til museet i denne periode, heriblandt Dælifunnet og Årstadskatten. Museet indeholder over en kvart millioner genstande i form af mønter, medaljer, pengesedler og andet fra ca. 650 f.v.t. til moderne tid, og tæller bl.a. Fridtjof Nansens og Roald Amundsens samlinger af medaljer og ordener.